# ロンコーネ
ロンコーネ（イタリア語: Roncone）は、イタリア共和国トレンティーノ＝アルト・アディジェ州トレント自治県セッラ・ジュディカリエにある分離集落（フラツィオーネ）。庁舎所在地でもある。
かつては独立した自治体（コムーネ）であったが、2016年1月1日、ボンド、ブレグッツォ、ラルダーロと合併し、新自治体の一部となった。

## 地理

### 位置・広がり
トレント自治県西部、ヴァッレ・デル・キエーゼの上流にある。アダナ川が流れ、ロンコーネ湖の岸にある。

#### 隣接コムーネ
コムーネとしてのロンコーネは、以下のコムーネと隣接していた。
- ダオーネ
- ティオーネ・ディ・トレント
- ボンド
- ブレグッツォ
- プラーゾ
- ラルダーロ